# Harland Sanders
Đại tá Harland David Sanders (9 tháng 9 năm 1890 – 16 tháng 12 năm 1980) là một doanh nhân người Mỹ, nổi tiếng với việc thành lập chuỗi thức ăn nhanh Gà Rán Kentucky (KFC) được biết đến với món gà rán và sau đó là đại sứ thương hiệu và biểu tượng của công ty.
Tên và hình ảnh của ông vẫn là biểu tượng của công ty. Danh hiệu "Đại tá" là một danh hiệu cao quý, một danh hiệu cao nhất được Khối thịnh vượng chung Kentucky trao tặng, Đại tá Kentucky không phải là một cấp bậc quân sự. Thống đốc Kentucky ban tặng chức vụ đối với nhiệm vụ của một đại tá, bằng cách cấp giấy chứng nhận đặc quyền (quyền sử dụng, bán phát minh của mình...)
Sanders từng đảm nhiệm một số công việc trong thời kỳ đầu sự nghiệp, chẳng hạn như công nhân đốt lò, nhân viên bán bảo hiểm và điều hành trạm tiếp nhiên liệu. Ông bắt đầu bán gà rán tại một nhà hàng ven đường của mình ở North Corbin, Kentucky, trong thời kỳ Đại suy thoái. Trong thời gian đó, Sanders đã phát triển "công thức bí mật" và phương pháp chế biến gà bằng nồi áp suất được cấp bằng sáng chế. Sanders đã nhận ra tiềm năng của khái niệm nhượng quyền nhà hàng và thương hiệu KFC nhượng quyền đầu tiên được mở tại South Salt Lake, bang Utah, vào năm 1952. Khi nhà hàng khởi nghiệp của mình phải đóng cửa, ông dành toàn bộ thời gian để nhượng quyền thương hiệu gà rán của chính mình trên khắp đất nước.
Việc mở rộng nhanh chóng của công ty trên khắp Hoa Kỳ và ra nước ngoài đã trở nên quá sức đối với Sanders. Năm 1964, ở tuổi 73, ông bán công ty cho một nhóm các nhà đầu tư do John Y. Brown Jr. và Jack C. Massey đứng đầu với giá 2 triệu đô la Mỹ.
Tuy nhiên, ông vẫn giữ quyền kiểm soát các hoạt động ở Canada và trở thành đại sứ thương hiệu được nhận thù lao từ KFC.
Trong những năm cuối đời, ông trở nên rất gay gắt khi chỉ trích đồ ăn do các nhà hàng KFC phục vụ, vì ông tin rằng họ đã cắt giảm chi phí và khiến chất lượng giảm sút.

## Cuộc đời và sự nghiệp

### 1890–1906: Thời thơ ấu
Harland David Sanders sinh ngày 9 tháng 9 năm 1890, trong một căn nhà có bốn phòng ở cách Henryville, Indiana 3 dặm (5 km) về phía đông. Ông là con cả trong số ba người con của ông Wilbur David và bà Margaret Ann (nhũ danh Dunlevy) Sanders. Mẹ ông là người gốc người Ireland và Hà Lan. Gia đình này tham gia nhà thờ Thiên chúa giáo Advent.
Cha ông là một người đàn ông hiền lành và tình cảm, từng làm việc trong trang trại rộng 80 mẫu Anh của mình, cho đến khi ông bị gãy chân trong một cú ngã. Sau đó, ông làm nghề bán thịt ở Henryville trong hai năm. Mẹ của Sanders là người sùng đạo theo Thiên chúa giáo, là một bậc phụ huynh nghiêm khắc, bà liên tục cảnh báo con cái về "tệ nạn của rượu, thuốc lá, cờ bạc và huýt sáo vào Chủ nhật."
Cha của Sanders qua đời năm 1895. Mẹ ông từng làm trong một xưởng đóng hộp cà chua, còn cậu bé Harland phải ở nhà để chăm sóc và nấu ăn cho các em. Đến năm bảy tuổi, ông đã thành thạo nấu nướng với bánh mì và rau, và cải thiện kỹ năng chế biến thịt; những đứa trẻ kiếm ăn trong khi mẹ chúng đi làm trong nhiều ngày liền. Năm 1899, người mẹ tái hôn với Edward Park, và theo điều tra dân số năm 1900, mẹ ông góa chồng. Khi lên 10, Sanders bắt đầu làm công việc trong nông trại.
Năm 1902, mẹ của Sanders lại tái hôn với William Broaddus và gia đình chuyển đến Greenwood, Indiana. Sanders đã có một mối quan hệ lộn xộn với cha dượng của mình. Năm 1903 (12 tuổi), ông bỏ học lớp bảy (sau này ông chia sẻ rằng "đại số là thứ khiến tôi mất hứng"), và đến sống và làm việc tại một trang trại gần đó. Năm 13 tuổi, ông rời nhà và nhận công việc sơn xe ngựa ở Indianapolis. Khi 14 tuổi, ông chuyển đến miền nam Indiana để làm công việc nông trại.

### 1906–1930: Các công việc khác nhau
Năm 1906, được sự chấp thuận của người mẹ, Sanders rời khu vực này để đến sống với chú của mình ở New Albany, Indiana. Người chú làm việc cho công ty xe điện và đảm bảo cho Sanders một công việc như một nhân viên thu tiền.
Sanders đã khai man ngày sinh và gia nhập Quân đội Hoa Kỳ vào tháng 10 năm 1906 (16 tuổi), hoàn thành cam kết phục vụ với tư cách là người đánh xe ở Cuba và được trao tặng Huân chương Bình định Cuba. Ông được giải ngũ một cách danh dự vào tháng 2 năm 1907 và chuyển đến Sheffield, Alabama, nơi người chú đang sống. Ở đó, ông gặp anh trai Clarence của mình, người cũng đã chuyển đến đó để trốn thoát khỏi người cha dượng của họ. Người chú làm việc cho Công ty Đường sắt phía Nam, và đảm bảo cho Sanders một công việc ở đó với tư cách là người giúp việc cho thợ rèn trong các xưởng. Sau hai tháng, Sanders chuyển đến Jasper, Alabama, nơi ông nhận được công việc dọn dẹp đống tro tàn của các đoàn tàu từ Đường sắt Bắc Alabama (một bộ phận của Đường sắt phía Nam) khi họ đã chạy xong.
Sanders trở thành công nhân đốt lò (châm lửa cho máy hơi nước) từ năm 16 tuổi. Ông đã làm công việc này trong gần ba năm cho đến khi bị sa thải vì "tính cách ngỗ nghịch" sau khi bị ốm.
Sanders tìm thấy công việc lao động tại Norfolk và Đường sắt phía Tây từ năm 1909. Trong thời gian làm việc tại đây, ông gặp bà Josephine King đến từ Jasper, Alabama, và họ kết hôn ngay sau đó vào ngày 15 tháng 6 năm 1909, tại Jasper, Alabama. Họ tiếp tục có 3 người con. Con gái cả là Margaret Josephine Sanders, sinh ngày 29 tháng 3 năm 1910, tại Jasper, Alabama và mất ngày 19 tháng 10 năm 2001, tại West Palm Beach, Florida. Người con thứ hai là Harland David Sanders Jr. vào ngày 23 tháng 4 năm 1912, tại Tuscumbia, Alabama, qua đời ngày 15 tháng 9 năm 1932, tại Martinsville, Indiana vì nhiễm trùng amidan. Con út là Mildred Marie Sanders Ruggles, sinh ngày 15 tháng 10 năm 1919, tại Jeffersonville, Indiana và mất ngày 21 tháng 9 năm 2010, tại Lexington, Kentucky.
Sau đó, ông tìm được công việc làm lính cứu hỏa trên Đường sắt Trung tâm Illinois, và cùng gia đình chuyển đến Jackson, Tennessee. Vào buổi tối, Sanders học chương trình luật qua thư thuộc Đại học La Salle Extension. Sanders mất việc tại Illinois sau khi ẩu đả với một đồng nghiệp. Trong khi Sanders chuyển đến làm việc cho Công ty Đường sắt Rock Island Railroad thì người vợ Josephine và các con chuyển về sống với gia đình bên ngoại.

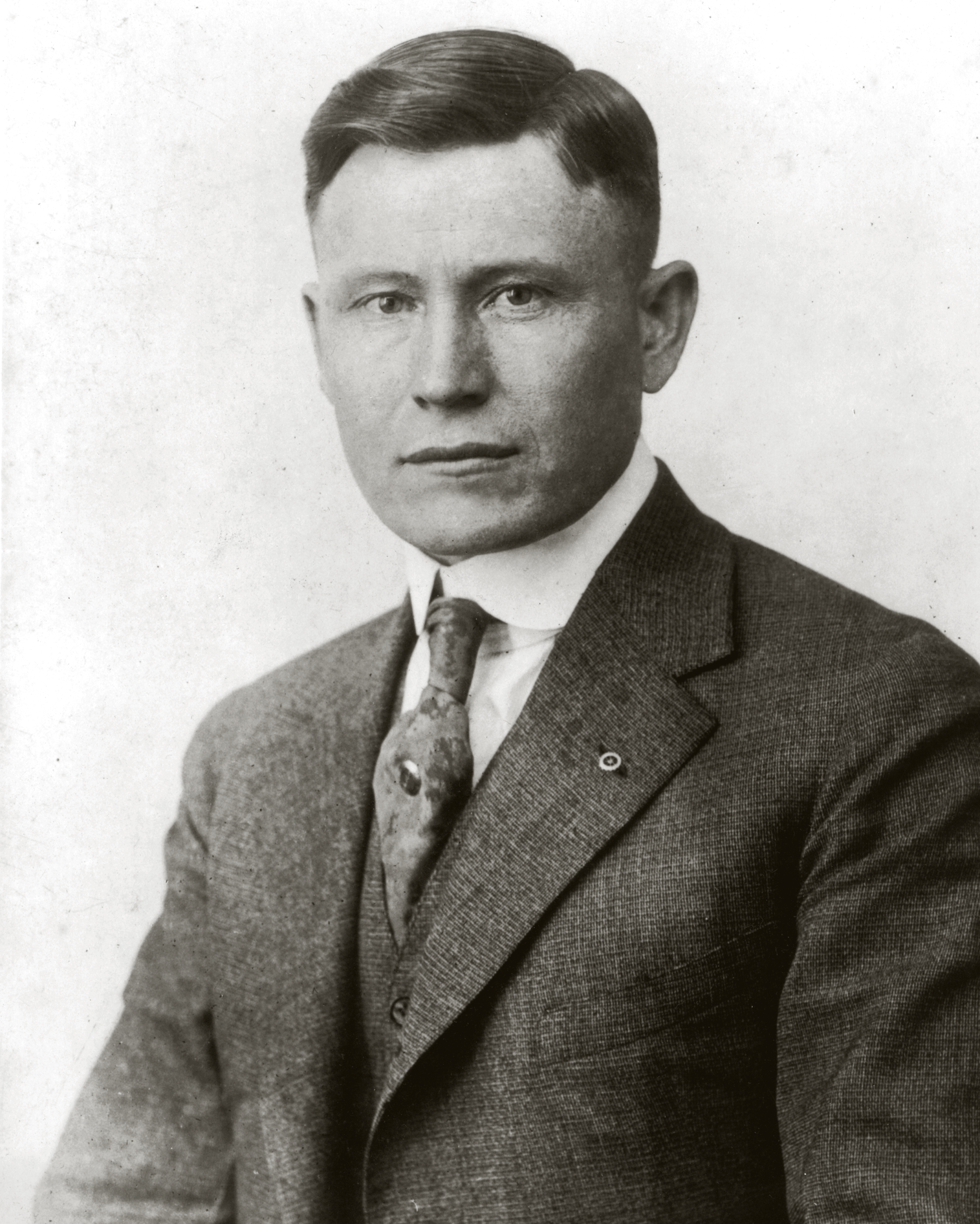
Sanders năm 1914

Sau một thời gian, Sanders bắt đầu hành nghề luật sư ở Little Rock, ông làm công việc này trong ba năm, kiếm đủ tiền để đưa gia đình đến sống cùng. Sự nghiệp pháp lý đã kết thúc sau một cuộc ẩu đả tại phòng xử án với chính khách hàng của mình đã phá hủy danh tiếng của chính ông. Khoảng thời gian này cho thấy một điểm thấp thực sự đối với Sanders.
Theo người viết tiểu sử John Ed Pearce của ông đã viết rằng "[Sanders] đã gặp thất bại lặp đi lặp lại phần lớn là do tính cách ngỗ ngược, thiếu tự chủ, thiếu kiên nhẫn và thiếu ngoại giao tự cho mình là đúng."
Sau vụ việc, Sanders buộc phải chuyển về sống với mẹ ở Henryville, và đi làm thuê cho Đường sắt Pennsylvania. Năm 1916, gia đình chuyển đến Jeffersonville, nơi Sanders nhận được công việc bán bảo hiểm nhân thọ cho Công ty Bảo hiểm Nhân thọ Prudential. Sanders cuối cùng đã bị sa thải vì không phối hợp. Sanders chuyển đến Louisville và nhận công việc bán hàng cho Mutual Benefit Life of New Jersey.
Năm 1920 (30 tuổi), Sanders thành lập một công ty vận tải phà, điều hành một chiếc thuyền trên sông Ohio qua lại giữa Jeffersonville và Louisville. Ông đã kiếm được tiền, tự mình trở thành cổ đông thiểu số và được bổ nhiệm làm thư ký của công ty. Chuyến phà thành công ngay tức thì. Khoảng năm 1922, ông nhận công việc thư ký tại Phòng Thương mại ở Columbus, Indiana. Bản thân ông thừa nhận mình không giỏi lắm trong công việc và từ chức sau chưa đầy một năm. Sanders rút tiền mặt từ cổ phiếu công ty vận tải phà của mình với giá 22.000 đô la (ngày nay là 350.000 đô la) và sử dụng số tiền này để thành lập công ty sản xuất đèn axetylen. Liên doanh thất bại sau khi Delco giới thiệu một chiếc đèn điện được bán theo hình thức tín dụng.
Sanders chuyển đến Winchester, bang Kentucky và vào làm nhân viên bán hàng cho hãng lốp xe Michelin. Ông mất việc vào năm 1924 khi Michelin đóng cửa nhà máy sản xuất ở New Jersey. Năm 1924, tình cờ, ông gặp tổng giám đốc của Standard Oil of Kentucky, người đã đề nghị ông điều hành một trạm tiếp nhiên liệu ở Nicholasville. Năm 1930, nhà ga đóng cửa do hậu quả của cuộc Đại suy thoái.

### 1930–1952: Sự nghiệp sau này
Năm 1930, Shell Oil Company đã cấp cho Sanders một trạm dịch vụ ở North Corbin, Kentucky, miễn phí tiền thuê, đổi lại phải trả cho công ty một phần trăm doanh thu bán hàng. Sanders bắt đầu phục vụ các món gà và các bữa ăn khác như thịt nguội và bít tết đồng quê. Ban đầu, ông bán hàng cho khách hàng sống trong khu dân cư liền kề trước khi mở nhà hàng. Trong khoảng thời gian này, Sanders đã tham gia vào một cuộc đấu súng với Matt Stewart, một đối thủ địa phương, về việc sơn lại một biển báo hướng dẫn giao thông đến ga của hắn. Stewart đã giết một nhân viên Shell làm việc với Sanders và bị kết tội giết người, đối thủ cạnh tranh với Sanders đã bị loại trừ. Sanders được bổ nhiệm làm đại tá Kentucky vào năm 1935 bởi thống đốc bang Kentucky, Ruby Laffoon. Sự nổi tiếng ở địa phương của ông ngày càng tăng, và vào năm 1939, nhà phê bình ẩm thực Duncan Hines đã đến thăm nhà hàng của Sanders và đưa nó vào Adventures in Good eat, cuốn sách hướng dẫn của ông về các nhà hàng trên khắp nước Mỹ. Thông này được ghi chú rằng:
Corbin, KY.   Sanders Court and Café
41 — Jct. with 25, 25 E. ½ Mi. N. of Corbin. Mở cửa cả năm ngoại trừ lễ Giáng sinh.
Một nơi rất tốt để dừng chân trên đường đến Thác Cumberland và Great Smokies. Dịch vụ 24 giờ liên tục. Thịt nướng, gà rán, thịt nguội, bánh bích quy nóng. L. 50¢ to $1; D., 60¢ to $1

Vào tháng 7 năm 1939, Sanders mua lại một nhà nghỉ ở Asheville, Bắc Carolina. Nhà hàng và nhà nghỉ ở North Corbin của ông đã bị phá hủy trong một trận hỏa hoạn vào tháng 11 năm 1939, và Sanders đã cho xây dựng lại nó thành một nhà nghỉ với nhà hàng 140 chỗ ngồi. Đến tháng 7 năm 1940 (50 tuổi), Sanders đã hoàn thiện "Công thức 11 loại thảo mộc và gia vị" của riêng mình để chiên gà trong nồi chiên áp suất giúp gà chín nhanh hơn chiên bằng chảo. Khi Hoa Kỳ bước vào Thế chiến thứ hai vào tháng 12 năm 1941, khí đốt bị hạn chế, và khi ngành du lịch cạn kiệt, Sanders buộc phải đóng cửa nhà nghỉ Asheville của mình. Ông làm giám sát viên ở Seattle cho đến cuối năm 1942. Sau đó, ông điều hành nhà ăn cho chính phủ tại một cơ sở chế tạo ở Tennessee, sau đó là trợ lý quản lý nhà ăn ở Oak Ridge, Tennessee.
Sanders để lại tình nhân của mình, Claudia Ledington-Price, làm quản lý nhà hàng và nhà nghỉ North Corbin. Năm 1942, ông bán doanh nghiệp Asheville. Năm 1947, ông và Josephine ly hôn và Sanders kết hôn với Claudia vào năm 1949, như ông mong muốn từ lâu. Sanders được "tái ủy nhiệm" làm đại tá Kentucky vào năm 1950 bởi người bạn của mình là Thống đốc Lawrence Wetherby.

## Qua đời
Sanders được chẩn đoán mắc bệnh bạch cầu cấp tính vào tháng 6 năm 1980. Ông qua đời tại Bệnh viện Do Thái Louisville vì bệnh viêm phổi sáu tháng sau đó, vào ngày 16 tháng 12, hưởng thọ 90 tuổi. Sanders vẫn tham gia các hoạt động cho tới tháng trước khi qua đời, xuất hiện trong bộ đồ trắng trước đám đông.
Thi hài của ông được tưởng niệm trước công chúng trước khi được chôn cất, buổi lễ diễn ra tại nhà vòm thuộc Tòa nhà Quốc hội Kentucky ở Frankfort sau lễ tang tại Nhà nguyện Chủng viện thần học Báp-tít Miền Nam, nơi có hơn 1.000 người tham dự. Sanders được chôn cất trong bộ đồ màu trắng đặc trưng và cà vạt màu đen của phương Tây tại Nghĩa trang Cave Hill ở Louisville.
Vợ ông, bà Claudia qua đời vào ngày 31 tháng 12 năm 1996, hưởng thọ 94 tuổi.
Vào thời điểm Sanders qua đời, ước tính có khoảng 6.000 cửa hàng KFC tại 48 quốc gia trên toàn thế giới, với doanh thu 2 tỷ USD mỗi năm.

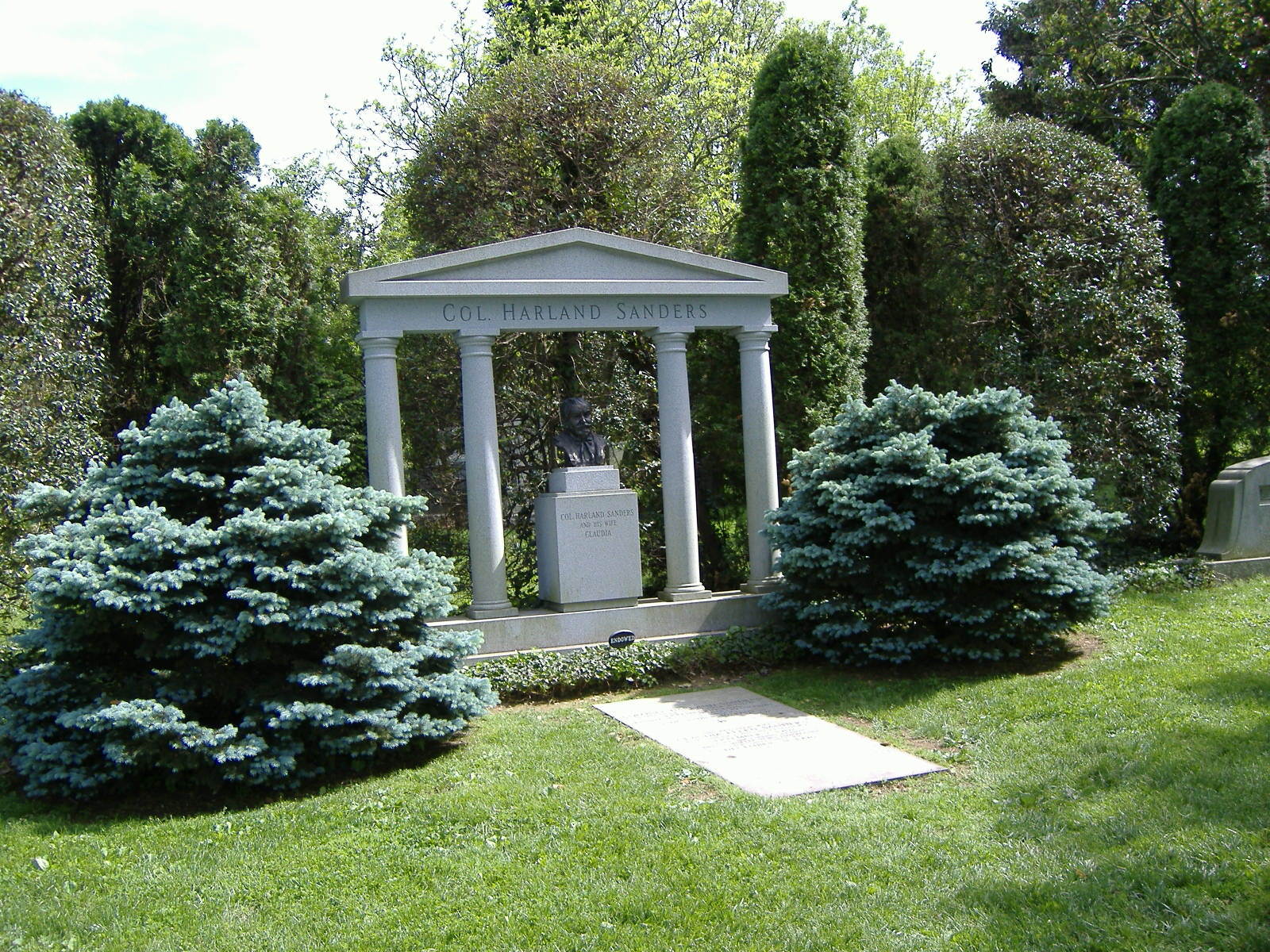
Khu mộ của Đại tá Sanders
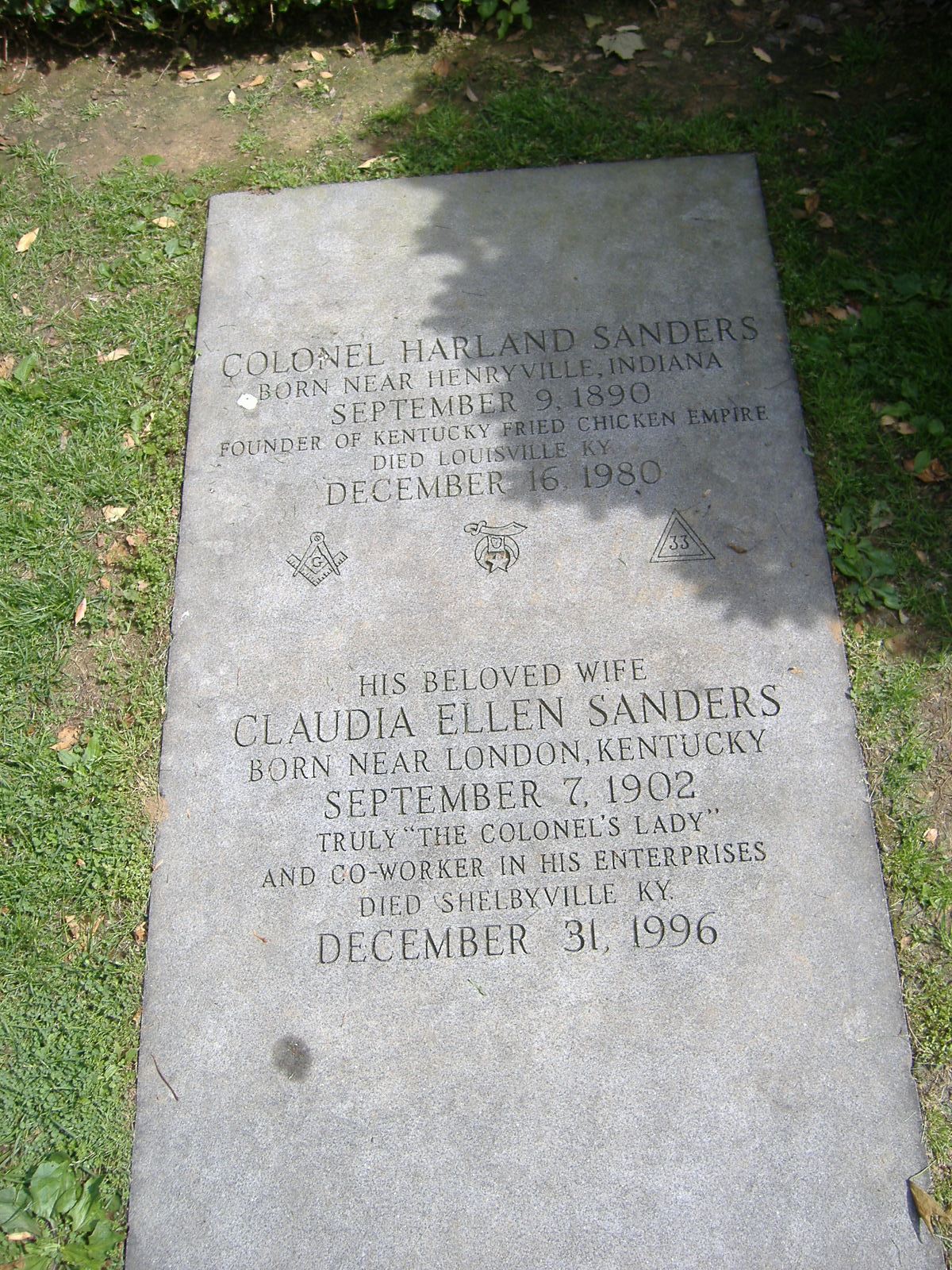
Mộ của Sanders và vợ tại Nghĩa trang Cave Hill Cemetery ở Louisville, Kentucky